# Dermatite allergica da pulci

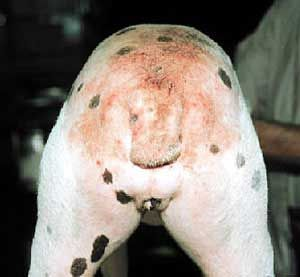
Dermatite allergica da pulci

La dermatite allergica da pulci è una malattia eczematosa che colpisce la cute dei cani e dei gatti.

## Eziologia
La malattia è causata da una reazione allergica dell'animale alla saliva della pulce.

## Presentazione
La patologia si presenta come una dermatite, con arrossamento della cute, formazione di papule e pustole che lasceranno il posto a croste, e perdita localizzata del manto peloso.
I gatti possono invece presentare sintomi diversi come granuloma eosinofilo, dermatite e alopecia.

## Trattamento
L'obiettivo del trattamento è alleviamento del prurito causato dall’allergia ma anche la rimozione delle pulci dall'animale e dal suo ambiente domestico. In alcuni casi, anche le infezioni batteriche o micotiche secondarie devono essere curate prima che il prurito scompaia. L’eliminazione delle pulci attualmente presenti sull’animale richiede la profilassi delle pulci per orale o topica.
Il controllo delle pulci nell'ambiente include l'uso dei nebulizzatori o delle bombe antipulci, la pulizia con l’uso dell’aspirapolvere e il trattamento delle lettiere degli animali domestici mediante il lavaggio in lavatrice a ciclo caldo (superiore a 60 C°). È consigliabile assicurarsi che l'animale venga trattato regolarmente con i prodotti antipulci.
Molti animali con la dermatite allergica da pulci possono soffrire anche di altre allergie, ad esempio: le allergie alimentari, allergie da contatto o la dermatite atopica.